# TUI 플라이 벨기에
TUI 플라이 벨기에(영어: TUI fly Belgium)는 벨기에의 전세 항공사로 총 84개 노선을 취항하고 있다. 본사는 벨기에 오스텐더에 위치해 있으며 2004년에 설립했다. 또한 사용하고 있는 허브 공항으로 모하마드 V 국제공항, 브뤼셀 공항이 있다.

## 역사
제트에어플라이는 2004년 3월 파산한 소벨 에어(영어: Sobelair) 노선의 대부분을 계승하는 형태로 TUI 항공 벨기에로 설립했다. 원래 소벨 에어는 TUI 그룹이 벨기에 관광객의 발길로 이용하고 있던 항공사이며, 2005년 11월 TUI 그룹의 새로운 브랜드 전략의 일환으로 현재의 사명으로 변경했다. 2012년 1월 10일 구조 조정 일환으로 모로코의 저가 항공사인 제트포유와 합병을 추진 한다고 발표했으며 같은 해 4월에 합병되면서 현재에 이르고 있다.다.

## 보유 기종
- 2013년 5월 기준으로 제트에어플라이는 다음과 같은 기종을 보유하고 있다.[2]

## 사진

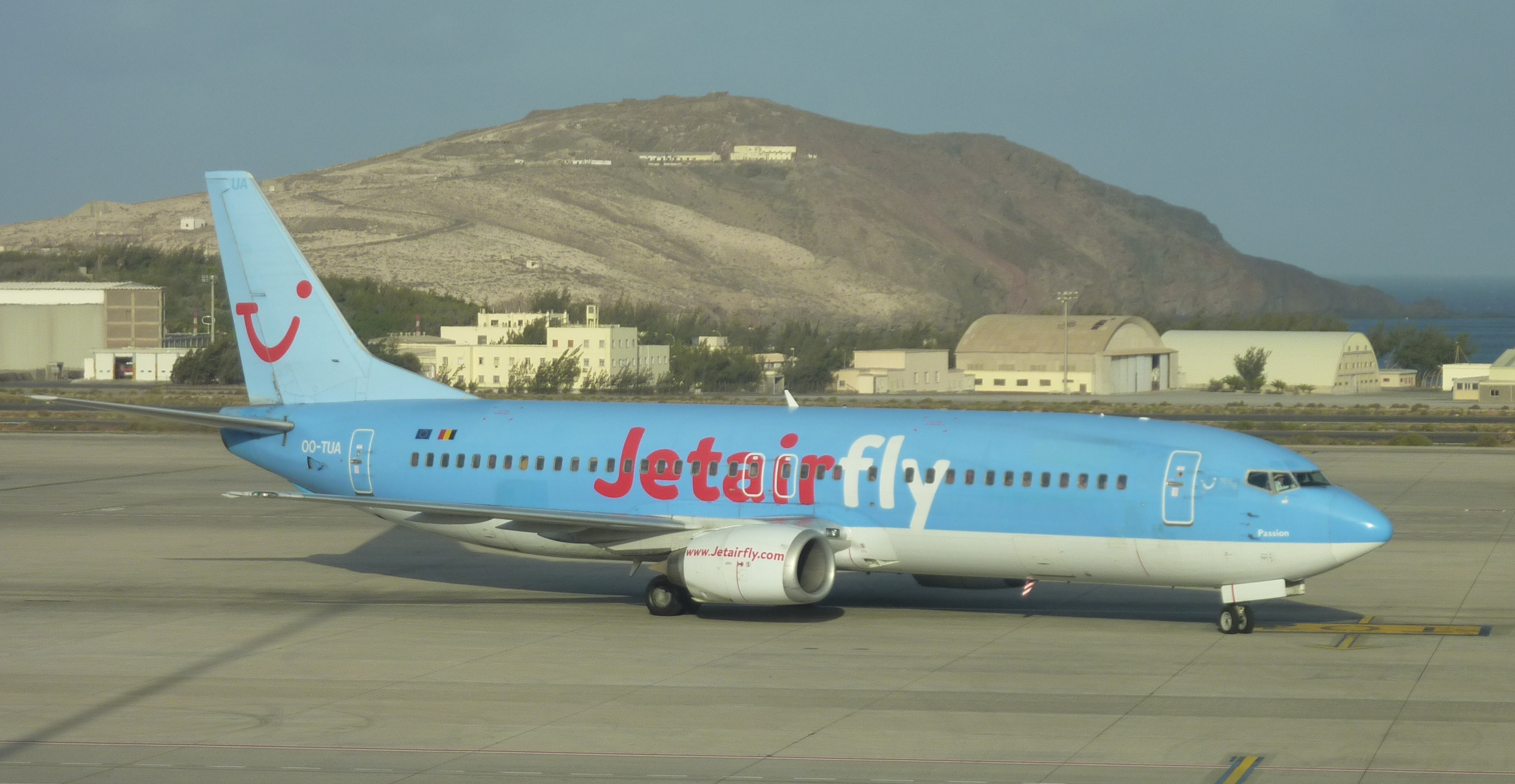
제트에어플라이의 보잉 737-400
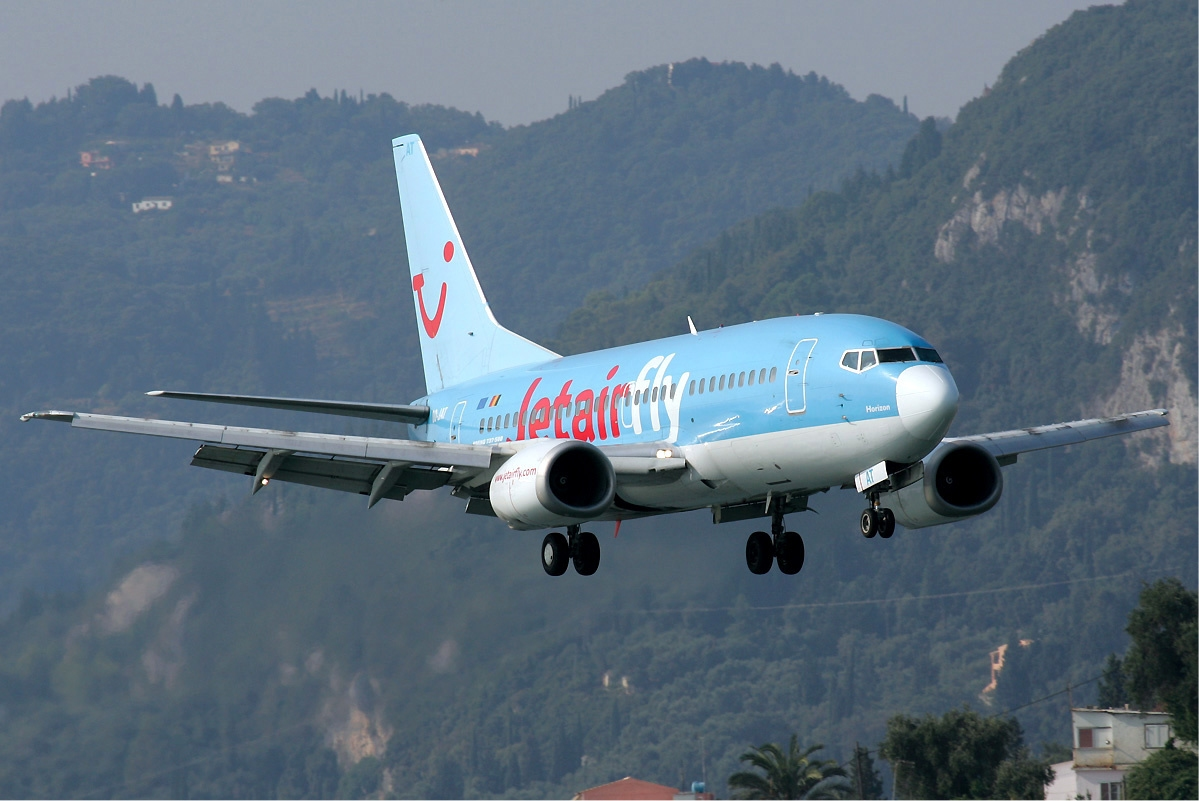
제트에어플라이의 보잉 737-500
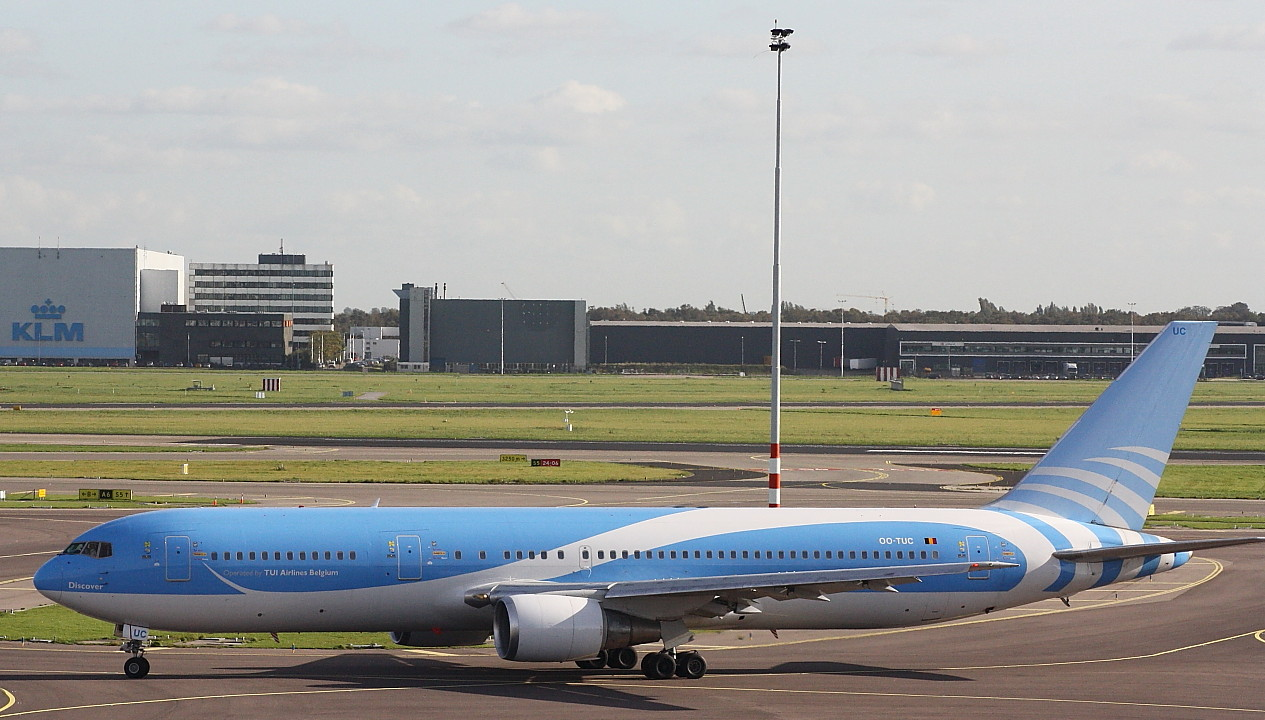
제트에어플라이의 보잉 767-300ER